# Tonje Angelsen
Tonje Angelsen (ur. 17 stycznia 1990) – norweska lekkoatletka specjalizująca się w skoku wzwyż.
Nie udało jej się awansować do finałów juniorskich mistrzostw świata w Pekinie (2006) i Bydgoszczy (2008) oraz mistrzostw Europy juniorów w 2009 i mistrzostw Europy w 2010. W 2011 bez sukcesów startowała w halowych mistrzostwach Europy oraz zajęła czwartą lokatę na młodzieżowych mistrzostwach Europy. Uczestniczka mistrzostw świata w Daegu (2011). Niespodziewanie została w czerwcu 2012 wicemistrzynią Europy. Skacząc 1.85 m, zajęła odległe miejsce w eliminacjach podczas igrzysk olimpijskich w Londynie (2012).
Na początku kariery uprawiała także wieloboje, reprezentowała Norwegię w pucharze Europy w wieobojach lekkoatletycznych.
Medalistka mistrzostw Norwegii, uczestniczka meczów międzypaństwowych i drużynowych mistrzostw Europy. 
Rekordy życiowe: stadion – 1,97 (28 czerwca 2012, Helsinki); hala – 1,93 (22 stycznia 2012, Trondheim).

## Osiągnięcia
| Rok  | Impreza                                 | Miejsce        | Lokata            | Wynik |
| ---- | --------------------------------------- | -------------- | ----------------- | ----- |
| 2006 | Mistrzostwa świata juniorów             | Pekin          | el. – 22. miejsce | 1,74  |
| 2007 | Olimpijski festiwal młodzieży Europy    | Belgrad        | 9. miejsce        | 1,70  |
| 2008 | Mistrzostwa świata juniorów             | Bydgoszcz      | el. – 28. miejsce | 1,70  |
| 2009 | Mistrzostwa Europy juniorów             | Nowy Sad       | el. – 17. miejsce | 1,73  |
| 2010 | Superliga drużynowych mistrzostw Europy | Bergen         | 6. miejsce        | 1,85  |
| 2010 | Mistrzostwa Europy                      | Barcelona      | el. – 20. miejsce | 1,87  |
| 2011 | Halowe mistrzostwa Europy               | Paryż          | el. – 10. miejsce | 1,92  |
| 2011 | I liga drużynowych mistrzostw Europy    | Izmir          | 2. miejsce        | 1,89  |
| 2011 | Młodzieżowe mistrzostwa Europy          | Ostrawa        | 4. miejsce        | 1,92  |
| 2011 | Mistrzostwa świata                      | Daegu          | el. – 23. miejsce | 1,85  |
| 2012 | Halowe mistrzostwa świata               | Stambuł        | el. – 15. miejsce | 1,88  |
| 2012 | Mistrzostwa Europy                      | Helsinki       | 2. miejsce        | 1,97  |
| 2012 | Igrzyska olimpijskie                    | Londyn         | el. – 28. miejsce | 1,85  |
| 2013 | Superliga drużynowych mistrzostw Europy | Gateshead      | 8. miejsce        | 1,85  |
| 2014 | Mistrzostwa Europy                      | Zurych         | 9. miejsce        | 1,90  |
| 2016 | Igrzyska olimpijskie                    | Rio de Janeiro | el. – 32. miejsce | 1,80  |
| 2018 | Mistrzostwa Europy                      | Berlin         | el. – 24. miejsce | 1,81  |
| 2019 | Halowe mistrzostwa Europy               | Glasgow        | el. – 14. miejsce | 1,89  |